# Daylight Again
Daylight Again ist ein Musikalbum der Rockband Crosby, Stills and Nash.

## Geschichte
Stephen Stills und Graham Nash begannen mit der Arbeit an diesem Album 1980. Ursprünglich sollte es ein Stills and Nash-Projekt werden. Für den mit massiven Drogenproblemen kämpfenden und daher kaum noch arbeitsfähigen David Crosby hatten sie als Sänger Art Garfunkel und Timothy B. Schmit vorgesehen. Die Plattenfirma Atlantic Records hatte jedoch nur Interesse daran ein Crosby, Stills & Nash-Album herauszubringen und so baten sie 1982 David Crosby ins Studio.
Crosbys Mitwirkung auf dem Album war durch seine Drogenprobleme sowie auch die damit verbundenen stimmlichen Schwächen sehr limitiert: Nur ein einziger Song, Delta, stammte aus seiner Feder. Ein weiteres Stück (Might As Well Have A Good Time) hatte er als Leadsänger eingespielt, auf allen anderen sangen Stills und Nash allein bzw. mit Timothy B. Schmit. Art Garfunkel half bei dem Stück Daylight Again.
Das Album Daylight Again erschien schließlich im Juni 1982 in den USA und kletterte in den Albumcharts bis auf den 8. Platz. Drei Singles wurden aus dem Album ausgekoppelt. Am erfolgreichsten war Wasted on the Way, geschrieben von Graham Nash, das bis auf den 9. Platz der Singlecharts kletterte. Danach erschien Stephen Stills’ Southern Cross, das bis auf Platz 18 kam. Erstmals veröffentlichte die Band Musikvideos. Bei MTV liefen 1982 und 1983 die Videos zu Wasted on the Way und Southern Cross. Beide Songs gehören heute zu CSN-Klassikern, wurden auf diversen Kompilationen veröffentlicht (zuletzt 2005 auf dem Album Greatest Hits) und werden noch immer bei Konzerten gespielt.
Dem Album folgte eine Tournee, die durch Crosbys schwankenden Gesundheitszustand teilweise unterbrochen werden musste. Als Konzertdokumente dieser Tournee erschienen 2007 das Album Live in L.A. und die DVD Daylight Again. Einige Live-Aufnahmen waren bereits 1983 auf Allies veröffentlicht worden.
1991 veröffentlichte die Band auf der 4-CD-Box CSN eine Coverversion des Traffic-Klassikers Dear Mr. Fantasy. Stills und Nash hatten das von Steve Winwood geschriebene Stück 1980 im Zuge der Arbeit an Daylight Again aufgenommen.

## Titelliste
1. Turn Your Back On Love (Stills/Nash/Michael Stergis) – 4:51
2. Wasted On The Way (Nash) – 2:52
3. Southern Cross (Stills/Richard Curtis/Michael Curtis) – 4:41
4. Into The Darkness (Nash) – 3:23
5. Delta (Crosby) – 4:15
6. Since I Met You (Stills/Stergis) – 3:12
7. Too Much Love To Hide (Stills/Gerry Tolman) – 3:58
8. Song For Susan (Nash) – 3:08
9. You Are Alive (Stills/Stergis) – 3:04
10. Might As Well Have A Good Time (Text: Judy Henske, Musik: Craig Doerge) – 4:28
11. Daylight Again (Stills) – 2:36
  - Daylight Again
  - Find The Cost Of Freedom

## Bonustracks
2006 erschien eine weitere CD-Version, die vier Bonustracks enthält:
1. Raise A Voice (Nash, Stills) – 2:34 (aus dem Album Allies)
2. Feel Your Love (Stills, Nash) – 4:28
3. Tomorrow Is Another Day (Stills) – 4:05
4. Might As Well Have A Good Time (Henske, Doerge) – 4:15 (David Crosby demo)

## Weitere Besetzung
- Joe Vitale – drums (1, 3, 4, 7, 9, 13, 14)
- George Perry – bass (1, 3, 4, 6, 7, 9, 12, 13, 14)
- Mike Finnigan – keyboards (1,9), additional vocal (1, 3, 6, 7, 9), CP-30 (3), electric piano (4), piano (7), organ (7, 10, 13, 14)
- Craig Doerge – synthesizer (1, 5, 8), keyboards (2, 5, 12), Rhodes (8), piano (10, 14, 15), electric piano (13), synth strings (14)
- Michael Stergis – electric guitar (1, 4, 7, 8), acoustic guitar (2, 3, 6, 8, 9, 13, 14)
- Timothy B. Schmit – additional vocal (1, 2, 3, 8, 9, 14), bass (8)
- Russ Kunkel – drums (2, 5, 8)
- Bob Glaub – bass (2)
- Joe Lala – percussion (2, 3, 4, 6, 7, 9, 13), congas (12)
- Joel Bernstein – acoustic guitar (2,8)
- Wayne Goodwin – fiddle (2), celli arrangement (8)
- Richard T. Bear – piano (3), synthesizer (3)
- Leland Sklar – bass (5)
- Dean Parks – electric guitar (5)
- Jeff Porcaro – drums (6,12)
- Gerry Tolman – electric guitar (6)
- Jay Ferguson – organ (8)
- Roberleigh Barnhart – cello (8)
- Miguel Martinez – cello (8)
- Ernie Ehrhardt – cello (8)
- Art Garfunkel – additional vocal (11)
- James Newton Howard – keyboards (12)